# Медведкіно
Медведкіно (рос. Медведкино) — селище у Куйбишевському районі Новосибірської області Російської Федерації.
Входить до складу муніципального утворення Новоічинська сільрада. Населення становить 83 особи (2010).

## Історія
Згідно із законом від 2 червня 2004 року органом місцевого самоврядування є Новоічинська сільрада.

## Населення
| 2002 | 2007 | 2010 |
| ---- | ---- | ---- |
| 127  | ↘115 | ↘83  |